# Els Setze Jutges
Els Setze Jutges (Os dezasseis juízes) foi um grupo de cantores catalães que cantavam em língua catalã, fundado em 1961 por Miquel Porter i Moix, Remei Margarit e Josep María Espinàs. A missão de Els Setze Jutges era promover o movimento da Nova Cançó e normalizar e defender o uso do catalão na música popular contemporânea. Eles começaram a cantar suas próprias canções e versões de cantores franceses, especialmente Georges Brassens, um dos maiores expoentes da música de intervenção. Mais tarde, o círculo foi ampliado com novos cantores, até atingir o número de dezesseis. Os primeiros membros, como Miquel Porter e Moix ou Josep Maria Espinàs, decidiram se aposentar quando apareceram cantores profissionais. O nome do grupo vem de um popular trava-língua em catalão ("setze jutges d'un jutjat mengen fetge d'un penjat", que pode ser traduzido como "dezasseis juízes de um tribunal comem o fígado de um enforcado"), uma denominação que nasceu de uma certa ironia e reivindicação da cultura catalã durante os anos da ditadura de Franco.
Os componentes foram:
- Miquel Porter i Moix
- Remei Margarit
- Josep Maria Espinàs
- Delfí Abella
- Francesc Pi de la Serra
- Enric Barbat
- Xavier Elies
- Guillermina Motta
- Maria del Carme Girau
- Martí Llauradó
- Joan Ramon Bonet
- Maria Amèlia Pedrerol
- Joan Manuel Serrat
- Maria del Mar Bonet
- Rafael Subirachs
- Lluís Llach.

## História
A primeira atuação oficial do grupo, apesar de ainda não ter sido com o nome dos Dezasseis Juízes, foi em 19 de dezembro de 1961, no CFIC de Barcelona, na qual participaram Espinàs, Porter e Lluís Serrahima. Também estava prevista a atuação de Remei Margarit mas não foi possível por doença. A primeira atuação com o nome dos Dezasseis Juízes foi em Premià de Mar em 1962.
A eleição do nome, segundo explica o mesmo Espinàs, obedece a três motivos: a catalanidade do jogo fonético, o desejo de "julgar", isto é, ser críticos com a sociedade, e em terceiro lugar, porque o número dezasseis deixava a porta aberta a novas incorporações.
O grupo fez numerosas atuações, muitas vezes em condições precárias, nas quais seguiam um mesmo sistema: os quatro ou cinco membros do grupo que se encarregavam da velada permaneciam sentados ao palco enquanto um deles se adiantava e por turnos ofereciam a sua atuação. Seguindo o modelo de Georges Brassens eram acompanhados à guitarra, apesar que alguns não tinham muito técnica, ou noutros casos um deles tocava acompanhando o que cantava, como o mesmo Pi da Serra ou Jaume Armengol).
Os Dezasseis Juízes iniciaram a sua dissolução no final da ditadura —concretamente no ano 1968— e com a progressiva profissionalização de alguns dos seus membros, alguns dos quais alcançaram uma notável fama.
A 13 de abril de 2007, o grupo de cantores no seu conjunto recebeu a Medalha de Honra do Parlamento da Catalunha, em reconhecimento à sua tarefa em favor da cultura e a língua catalãs durante a ditadura, tendo aproveitado a oportunidade para destacar a reduzida divulgação da música catalã atualmente.